# Bendicht Tschannen
Bendicht Tschannen (* 15. April 1847 in Lobsingen bei Seedorf; † 21. September 1898 in der Klinik Waldau, Bern; heimatberechtigt in Radelfingen) war freisinniger ein Schweizer Politiker.

## Leben
Tschannen besuchte von 1866 bis 1868 die Kantonsschule Solothurn, studierte Medizin in Heidelberg, dann Ingenieurwissenschaften in München und war anschliessend als Ingenieur tätig. Er war Mitglied der Helvetia Solothurn.
Er war Gemeinderat in Detligen und sass von 1877 bis 1898 im Berner Grossrat. Bei der Schweizer Parlamentswahlen 1881 wurde er in den Nationalrat gewählt, dem er bis 1884 angehörte.